# Berlinghieri
Berlinghieri:
- Berlinghiero Berlinghieri (activa entre 1228–1242)
  - Bonaventura Berlinghieri (1215 – depois de 1274)
  - Barone Berlinghieri (ativos 1228–1282) [1]
  - Marco Berlinghieri (miniaturista 1232–1255) [2]

- Camillo Berlinghieri (1590/1605 – 1635), pintor barroco; [3]